# القصر الملكي بالدار البيضاء
القصر الملكي بالدار البيضاء هو المقر الملكي الرئيسي لملك المغرب والذي يقعُ في مدينة الدار البيضاء العاصمة الاقتصاديّة للمملكة المغربية. يقعُ هذا القصر الملكي في حي الحبوس، وقد شُيّد في عشرينيات القرن الماضي على تصميم الأخوين لويس بول و فيليكس جوزيف بيرتوزيو، مع مناظر طبيعية للحديقة من تصميم جان كلود نيكولا فوريستير. جُدِّدَ هذا القصر الملكي في عهدِ الملك الحسن الثاني من قبل المصمم الفرنسي أندريه باكارد.
يُعتبر القصر الملكي بالدار البيضاء ثاني أبرز موقع ملكي في المغرب بعد القصر الملكي في الرباط، وقد كان مكانًا لعديدِ الأحداث المهمة حيثُ استضافَ على سبيل المثال لا الحصر القمة الرابعة لمنظمة التعاون الإسلامي في عام 1984، كما كان موقعًا لاجتماعِ الحسن الثاني مع البابا يوحنا بولس الثاني في عام 1985، وهي المرة الأولى التي يزور فيها البابا دولة مسلمة بدعوةٍ من زعيمٍ إسلامي. جديرٌ بالذكرِ هنا أنّ هذا القصر الملكي غير مفتوحٍ للجمهور.